# غوستاف يفبفر
غوستاف يفبفر (بالفرنسية: Gustave Lefebvre)‏ هو عالم لغوي كلاسيكي فرنسي، ولد في 18 يوليو 1879 في بار لو دوك في فرنسا، وتوفي في 1 نوفمبر 1957 في فرساي في فرنسا.